# Dennis Renard
Dennis Renard (* in Biloxi, Mississippi) ist ein US-amerikanischer Theater- und Filmschauspieler.

## Leben
Renard begann in jungen Jahren als Bühnendarsteller mit dem Schauspiel. Er zog später nach Los Angeles, um sich im Schauspiel weiterzubilden. Nach seinem Debüt 2014 im Kurzfilm Straight Roommate folgten 2017 Nebenrollen in dem Fernsehfilm Sinister Minister und dem B-Movie Alien Convergence – Angriff der Drachenbiester. Im Folgejahr übernahm er eine weitere Nebenrolle im Spielfilm Mississippi Requiem und war außerdem in den Kurzfilmen A Place I’d Like to Be und Der Lindenbaum zu sehen. 2019 übernahm er eine größere Rolle in dem Katastrophenfilm San Andreas Mega Quake. Seit 2020 spielt er in der Fernsehserie Supermission mit. Außerdem folgte eine Besetzung in dem Kurzfilm Entwined. Seit 2021 verkörpert er die Rolle des Al Prescott in der Fernsehserie Humor Me.

## Filmografie
- 2014: Straight Roommate (Kurzfilm)
- 2017: Sinister Minister (Fernsehfilm)
- 2017: Alien Convergence – Angriff der Drachenbiester (Alien Convergence)
- 2018: A Place I’d Like to Be (Kurzfilm)
- 2018: Mississippi Requiem
- 2018: Der Lindenbaum (Kurzfilm)
- 2019: San Andreas Mega Quake
- 2020: Entwined (Kurzfilm)
- seit 2020: Supermission (Fernsehserie)
- seit 2021: Humor Me (Fernsehserie)

## Theater (Auswahl)
- Apollo 11
- Mono/Poly (Odyssey Theater)
- Baby Eyes (Atwater Village Theater)
- 12 Angry Men (Laguna Playhouse)
- Othello (Shakespeare Company at UCLA)
- Proof (Act III Ensemble)
- Happy Birthday Joshua (UCLA One Act Festival)
- Bloodlines (Madison Street Theater)
- Doctor Faustus (UCLA Theater Fest)
- MemphisFeatured (Illinois Theater Festival)
- Generation: Burn (The Goodman Theatre)
- Annie Get Your Gun (Circle Theatre)